# اعتراضات ۲۰۱۹–۲۰۱۸ مرز غزه

نقشه نوار غزه

تظاهرات روز سرزمین در سال ۲۰۱۸ و در چهل و دومین سالگرد این مناسبت در فلسطین برگزار گردید. این تظاهرات تظاهرات بازگشت نیز نامیده شده‌است و از ۶ هفته قبل جمعی از فلسطینیان در مرز نوار غزه تحصن کردند. ۳۰٫۰۰۰ نفر در این تظاهرات در مرز اسرائیل با غزه حضور داشتند.
به گزارش سازمان ملل متحد در جریان این اعتراضات که تا سال بعد ادامه یافت، تا ۲۸ فوریه ۲۰۱۹، ۱۸۹ تن کشته و ۶۱۰۰ نفر نیز به دلیل اصابت گلوله یا گلوله‌های غیرجنگی پلاستیکی یا مسمومیت با گاز اشک‌آور مجروح‌شده‌اند.
دولت فلسطین یک روز بعد اعلام اعتصاب سراسری و عزای عمومی کرد.
در مرزهای دو طرف نیز نیروهای اسرائیلی با تانک‌هایشان و تک تیراندازها در خاکریزها مستقر شده بودند پهپادها نیز گاز اشک‌آور به سمت تظاهرکنندگان در شرق غزه شلیک‌می‌کردند.
در روز ۱۴ مه ۲۰۱۸ هم‌زمان با انتقال سفارت ایالات متحده آمریکا به قدس، دست کم ۶۰ فلسطینی معترض در نوار غزه توسط اسرائیل کشته و بیش از ۳۷۰۰نفر نیز زخمی شدند. در روزهای بعد با جان دادن تعدادی از زخمی‌ها مجموع تعداد کشتگان به ۶۵ نفر افزایش‌یافت.

## تلفات
در این تظاهرات تا فوریه ۲۰۱۹ در مجموع ۱۸۹ فلسطینی کشته و حدود ۶۱۰۰ تن از ایشان نیز مجروح شده‌اند. براساس گزارش وزارت بهداشت غزه، بیش از ۸۰۰۰ نیز زخمی شده‌اند که از این میان، ۷۵۸ (۷۷۳) نفر بر اثر آتش مستقیم، ۱۴۸ نفر به وسیله گلوله‌های لاستیکی، ۴۲۲ نفر توسط گاز اشک آور و ۸۸ نفر دیگر نیز به وسیله سایر عوامل مجروح شده‌اند.اردوگاه‌های پزشکی مستقر در تظاهرات توانستند ۴۰۵ نفر از زخمی‌ها را درمان کنند و برای مراقبت بیشتر ۱۰۱۰ نفر را به بیمارستان‌ها منتقل کردند.
یک سخنگوی بیمارستان الشفا اظهار داشت که از ۲۸۴ زخمی که برای درمان پذیرفته شده‌بودند، بیشترشان از زخم‌های ناشی از گلوله‌های مستقیم رنج می‌بردند؛ ۷۰ نفر کمتر از ۱۸ سال و ۱۱ تن نیز زن بودند.

## جلسه شورای امنیت سازمان ملل
شورای امنیت سازمان ملل به درخواست کویت تشکیل جلسه داد اما به جمع‌بندی برای بیانیه نرسید.
در روز جمعه ۲۲ مارس ۲۰۱۹ نیز شورای حقوق بشر سازمان ملل متحد ضمن انتشار بیانیه‌ای اعلام کرد که «اسرائیل به گونه ای آشکار و عمدی از خشونت‌های مرگبار و دیگر روش‌های غیرقانونی برای سرکوب تظاهرکنندگان در غزه استفاده کرده‌است.» این شورا همچنین با محکوم کردن اقدامات سرکوبگرانه اسرائیل در نوار غزه خواستار محاکمه عاملان خشونت‌ها شد و مجمع شورای حقوق بشر سازمان ملل متحد بر همین اساس قطعنامه‌ای را با ۲۳ رای موافق در برابر ۸ رای مخالف به تصویب‌رساند.

## احتمال ارتکاب جنایت جنگی
در روز پنج‌شنبه ۲۸ فوریه ۲۰۱۹ گروهی مستقل از بازرسان سازمان ملل متحد اعلام کردند ممکن است نیروهای امنیتی اسرائیل با کشتن ۱۸۹ فلسطینی و زخمی کردن بیش از ۶۱۰۰ نفر از معترضان در غزه در طول یک سال گذشته، مرتکب «جنایت جنگی» و «جنایت علیه بشریت» شده باشند.
این گروه با اذعان به اینکه دربارهٔ مسئولان این «جنایات» از جمله تک‌تیراندازان و فرماندهان اسرائیلی، اطلاعات محرمانه‌ای در دست دارد گفت که آن‌ها را شناسایی کرده‌است.

## واکنش‌ها

### داخلی
- محمود عباس رئیس تشکیلات خودگردان فلسطین مسئولیت کشتار کسانی را که به وسیله گلوله‌های اسرائیلی کشته شدند، متوجه دولت اسرائیل دانست و از سازمان ملل متحد خواست تا «بلافاصله اقدام‌های لازم را برای حمایت از مردم فلسطین در برابر این تجاوزات مداوم و روزافزون انجام‌دهد.[۲۲]»
- حزب ابتکار ملی فلسطین ضمن محکوم کردن اقدامات انجام شده توسط ارتش اسرائیل از جمله هدف‌گیری مستقیم، تیراندازی و کشتار عمدی شرکت کنندگان در راهپیمایی بازگشت تأکید کرد «این حمله جنایتکارانه به لیست سیاه جنایات ارتش اسرائیل علیه مردم فلسطین افزوده شد و باید ژنرال‌ها و سیاستمداران اسرائیلی در دادگاه‌های بین‌المللی محاکمه شوند.[۲۳]»

### خارجی
- رجب طیب اردوغان، رئیس‌جمهور ترکیه، این رویداد را «غیرانسانی» نامید.[۲۴] بنیامین نتانیاهو، نخست‌وزیر اسرائیل نیز در واکنش به سخنان اردوغان با اخلاقی‌ترین ارتش دنیا خواندن ارتش اسرائیل گفت: اخلاقی‌ترین ارتش دنیا حاضر به شنیدن موعظه از کسانی نیست که سال‌هاست مردم بیگناه را بمباران می‌کنند.[۲۵] گفته می‌شود منظور نتانیاهو از مردم بیگناه کردها می‌باشند.[۲۶][۲۷] همچنین نتانیاهو با انتشار پیامی در توییتر خود سخنان اردوغان را شوخی ماه آوریل خواند.[۲۶][۲۵]اردوغان نیز باردیگر با تروریست[۲۸] و اشغالگر خواندن نتانیاهو گفت تاریخ کشتار فلسطینیان به دست تو را به خاطر خواهد سپرد.[۲۷]آه مظلومان تو را خواهد گرفت. در دنیا جایی برای رفتن نخواهی یافت. از دشمنی با ما دست بردار و صادق باش. وگرنه هرگز سخن مثبتی از جانب ما نخواهی شنید.[۲۹]
- بنیامین نتانیاهو، سربازان ارتش اسرائیل را که در برخورد با اعتراضات فلسطینی‌ها نقش داشته‌اند ستایش کرده و گفته‌است که اسرائیل با قدرت از خود محافظت می‌کند.[۳۰]
- سازمان دیدبان حقوق بشر مقامات بلندپایه اسرائیل را مسئول کشتار فلسطینیان در نوار غزه در جریان راهپیمایی روز سرزمین دانست. این سازمان با اشاره به درخواست غیرقانونی مقامات بلندپایه اسرائیلی از نظامیان مبنی بر استفاده از گلوله جنگی علیه تظاهرات کنندگان فلسطینی که هیچ‌گونه تهدیدی به‌شمار نمی‌رفتند، مسئولیت کشته شدن فلسطینیان در این تظاهرات را متوجه این مسئولان دانست.[۳۱][۳۲]
- بهرام قاسمی سخنگوی وزارت امور خارجه کشتار فلسطینیان در تظاهرات را به شدت محکوم کرد و گفت: «با اینکه رژیم صهیونیستی سابقه‌ای بس طولانی در اشغالگری، کشتار و جنایت دارد، متأسفانه حمایت‌های بی‌دریغ آقای ترامپ و هیئت حاکمه آمریکا و تلاش‌های شرم‌آور برخی رهبران خام اندیش و نورسیده منطقه برای برقراری ارتباط پیدا و پنهان، ذلت بار و ننگین با این رژیم، باعث جری تر شدن و گستاخی بیشتر رهبران رژیم صهیونیستی در به خاک و خون کشیدن تظاهرات مسالمت‌آمیز جوانان فلسطینی در آستانه روز «پسح» شده‌است.[۳۳][۳۴]»
- وزارت خارجه مصر با صدور بیانیه‌ای استفاده از «خشونت بیش از حد» توسط نیروهای اسرائیلی را علیه معترضین فلسطینی در روز جمعه در مرز غزه با اسرائیل محکوم کرد و گفت: «مصر به‌طور کامل از حقوق مشروع مردم فلسطین که در رأس آن حق تشکیل یک کشور مستقل با اورشلیم شرقی به عنوان پایتخت و همچنین حق بازگشت باشد، حمایت‌می‌کند.[۳۵]»
- دولت کویت با صدور بیانیه‌ای که روز جمعه در نشست شورای امنیت سازمان ملل منتشر شد، «محکومیت کامل اعمال کینه‌توزانه اسرائیل علیه فلسطینی‌های بی گناه در نوار غزه» را اعلام‌کرد.[۳۶]
- وزارت خارجه مالزی با صدور بیانیه‌ای حمله اسرائیل به «غیرنظامیان بی دفاع فلسطینی» در نوار غزه را «کاملاً ناخوشایند و غیرقابل قبول نامیده و به شدیدترین لحن محکوم کرد». این بیانیه همچنین «خواستار اقدام سریع و قاطعانه جامعه جهانی به منظور جلوگیری از ادامه کشتار فلسطینیان شد.[۳۷]»
- وزارت امور خارجه تونس روز یکشنبه اعلام کرد: «تونس به شدت حملات وحشیانه اسرائیل به مردم صلح طلب فلسطینی در نوار غزه را محکوم می‌کند.» این کشور همچنین «از جامعه بین‌المللی خواست تا به نقض‌های آشکار اسرائیل و سیاست‌های سرکوبگرانه این کشور علیه مردم فلسطین پایان دهد.[۳۸]»
- محمد المومنی سخنگوی دولت اردن «تشدید اوضاع نوار غزه توسط اسرائیل» را محکوم کرد و اسرائیل را متهم به «استفاده از نیروی بیش از حد علیه معترضان صلح آمیزی که به راهپیمایی روز جهانی زمین می‌رفتند تا حقوق قانونی خود را مطابق با قوانین و مقررات بین‌المللی اظهار کنند»، نمود. وی همچنین از جامعه بین‌المللی خواست تا «با فشار به اسرائیل، این کشور را ملزَم به تعهدات خود به عنوان یک قدرت اشغالگر و رفع بحران‌های انسانی را که سرزمین‌های ساحلی سالهاست با آن مواجه می‌باشند، کند.[۳۹]»

## تظاهرات روز نکبت
در روز ۱۴ مه ۲۰۱۸ هم‌زمان با افتتاح سفارت آمریکا در قدس (شهر) و در هفتادمین سالگرد روز نکبت، ده‌ها هزار معترض در امتداد مرزهای نوار غزه تظاهرات برگزار کردند که طی آن روز، دست‌کم ۶۰ فلسطینی کشته و و بیش از ۳۰۰۰ زخمی شدند. در روزهای بعد با جان دادن تعدادی از زخمی‌ها مجموع تعداد کشتگان به ۶۵ نفر افزایش‌یافت.